# ۱۲۶۷ (میلادی)
۱۲۶۷ (میلادی) هزار و دویست و شصت و هفتمین سال تقویم میلادی است.

## درگذشتگان
‎